# エレナ・ルース
エレナ・ルース（スペイン語: Elena Ruz）は、キューバのサンドイッチ。キューバンサンドイッチと同様に、キューバを代表するサンドイッチの1つである。

## 概要
ローストターキー、クリームチーズ、ジャムをトーストしたパンにはさんだサンドイッチである。
「エレナ・ルース」はこのサンドイッチを注文していた女性の名前に由来する。キューバ社交界の名士でもあったエレナ・ルース・ファルデス・ファウリ（Elena Ruz Valdés-Fauli）が1920年代後半から1930年代初頭にかけて、ハバナのレストラン「エル・カルメロ（El Carmelo）」で頻繁に注文し、後にメニューに掲載されるようになった。
2020年代では人気は衰えているものの、マイアミのキューバ料理レストラン「ベルサイユ・レストラン」などで提供が続いている。また、ターキー（七面鳥）を使うことから、アメリカ合衆国では感謝祭の料理として親しまれている。